# Matanas enrighti
Matanas enrighti — викопний вид гусеподібних птахів родини Качкові (Anatidae). Качка мешкала у еоцені (19-16 млн років тому) у Новій Зеландії. Скам'янілі рештки виду знайдені у формуванні Беннокбарн (Bannockburn) у долині річки Манугерікія у регіоні Отаго на Південному острові.